# رابط شماری
واحد شمارش در دستور زبان به واژه‌های میانجی میان شماره و شمرده (عدد و معدود) گفته می‌شود. این رابطها در زبان نوشتاری همان نقشی را دارند که واحدها در علم فیزیک دارند. برای تعیین واحدهای مقدار یا تعداد و نوع و اندازهٔ شمرده دبیران و نویسندگان و حسابداران دیوانی سده‌های اخیر واژه‌های قراردادی مناسبی را برگزیده و بکار برده‌اند که امروزه در دستور زبان به آن‌ها رابط شماری گفته می‌شود.

## فهرست واحد شمارش در فارسی
- استکان: برای مایعات، چای، قهوه، شیر و غیره به‌کار می‌رود.
- اصله: برای درخت، چوب، تیر، سنبه
- انبار: حبوبات انباشته‌شده (مثل یک انبار گندم)، کالا
- باب: خانه، مِلک، چادر، ساختمان ازقبیل دکان، حجره، رستوران، مسجد، فروشگاه، حمام، تصفیه‌خانه، کاروانسرا
- بار: کالاهایی که به مقیاس معینی بسته‌بندی می‌شوند، وزن، نمونه (یک بار هندوانه، سه بار سبزی)
- بارخانه: صندوق جواهر (یک بارخانه فیروزه)
- بال: برخی پرندگان، نظیر سهره[۱]
- بته، بوته: درخت بی‌تنه مانند گل و گیاهان زینتی (مثل یک بوته نعنا)
- بدره: بسته نقدینه‌ها (یک بدره اشرفی)، اشرفی، سکه‌های زر
- بُرش: برای چیزهایی که یک واحد کامل آن بدون بُرش مصرف نمی‌شود، مثل یک بُرش کیک، یک بُرش نان، و مانند این‌ها
- برگ: کاغذهای جلد نشده، ورق
- بسته: سیگار، سبزی و غیره
- بطانه: خز، سنجاب، پوست بخارایی
- بطری: نوشیدنی‌ها، مشروب
- بغل: حجم و وزن (یک بغل سبزی، یک بغل آجیل و شیرینی)
- بقچه: نخ، بسته نخ، رخت، شال
- بند: یک دسته کاغذ و مقوا به‌مقدار معین (معمولاً ۵۰۰ برگ) (سه بند کاغذ)
- بوکس (باکس): سیگار
- بَهله: پرنده‌های شکاری (بهله در اصل به‌معنی دستکشی است که بازدارها به دست می‌کنند.[۲])
- پارچه: آبادی
- پاره: دِه، روستا
- پرده: تابلو نقاشی (سه پرده تابلو)
- پیمانه: مایعات و گاه چیزهای دیگر، مانند حبوبات (یک پیمانه برنج)
- پُرس: چلوکباب، خورش و بعضی غذاهای دیگر
- تا: اکثر چیزها، مطلق اشیاء شمارشی مانند «پنج تا اتاق»، مطلق عدد مانند «سه تا»
- تار: مو
- تازیانه: افعی، مارهای سمّی
- تخته: مفروشات (فرش، قالی، قالیچه، گلیم، زیلو، پتو، جاجیم، موکت)، پارچه، لحاف، تشک، لوح، برات، پوست و چرم حیوانات
- توپ: پارچه ندوخته (بیست متر پارچه بسته‌بندی‌شده لباس را یک توپ می‌گویند)
- تَن: انسان
- تُن: واحد وزن
- تیغ: تریاک، یک لول تریاک خود می‌تواند با تیغ به قسمت‌های کوچکتری تقسیم شود که به هر قسمت «یک تیغ تریاک» می‌گویند.
- ثوب: لباس دوخته
- جام: شیشه پنجره، آیینه، شراب و مانند آنها
- جرعه: آب، شراب
- جریب: واحد مساحت برای زمین و مِلک
- جعبه: عتیقه‌جات، جواهرات
- جفت: کفش، جوراب، دستکش
- جلد: کتاب، مجله و مانند آنها
- جین: قرقره، دکمه، مداد (معادل شش عدد) کلمه جین غلط مصطلح است. درست آن دوجین است که از کلمه دوزان فرانسه به معنی ۱۲ گرفته شده‌است و بنابراین باید از نیم دوجین برای ۶ استفاده کرد. معادل انگلیسی دوجین dozen می‌باشد. به بیان دیگر «دوجین» یک کلمه است، نه دو کلمه «دو» و «جین» که بشود آن‌ها را از هم جدا کرد!
- چشمه: سرویس بهداشتی (توالت)
- حب: قند، آب نبات، قرص
- حبه: انگور
- حلقه: اشیاء گِرد، چاه، فیلم عکاسی، فیلم سینمایی، لاستیک، انگشتر، مار
- خلال: برای چیزهای مثل دانه کبریت
- خوشه: انگور، خرما
- دانه: تخم مرغ، گردو، برای غله و حبوب و بسیاری از میوه‌ها، مداد و دیگر اشیاء قابل شمارش
- درجه: زاویه، دما
- دست: قاشق و چنگال، رخت‌خواب، ظروف و مانند آنها
- دستگاه: ماشین‌آلات، خودرو، آپارتمان، رادیو، تلویزیون و مانند آنها. چادر (خیمه).
- دسته: گل و گیاه
- دهنه: دکان و مغازه
- دوجین: بسته‌های دوازده‌تایی (جوراب، کمربند، گردنبند)، قنات
- راًس: گوسفند، گاو و مانند آنها
- رشته: قنات (کاریز)، چاه، گردن‌بند و دست‌بند و همچنین برای کارهایی که در مدتی از زمان انجام می‌گیرد و در موردهایی با یک اسم جمع، مثل عملیات و تظاهرات
- زنجیر: فیل
- سر: گاو، گوسفند، تمساح،[۳][۴] افراد خانواده (چند سر عائله)
- سری: جهیزیه.[۵]
- سکه: انواع پول فلزی
- سنگ: برای آب آبیاری و آسیا (سه سنگ آب)
- سیخ: کباب، جگر
- شاخه: گُل، آهن‌آلات، سیم، لوستر، تیر آهن، گچ نوشتنی و مانند آن‌ها (سه شاخه سیم، دو شاخه لوستر، چهار شاخه تیرآهن، چهار شاخه گچ)
- شعله: لامپ و شمع و نظایر آن (دو شعله چراغ)
- شیشه: ظروف مایعات
- صندوق: اشیاء قدیمی
- طاقه: پارچه، شال، شال گردن، پتو، (چهار طاقه پتو)
- طغرا: نامه، پاکت و سندهای دیگر (منسوخ شده‌است)
- عدد: پرندگان، در، پنجره و اصولاً سایر اشیاء قابل شمارش (چهار عدد بستنی) (معادل «تا»)
- عدل: دسته‌های بزرگ و سنگین کالا، پنبه، پارچه و کاغذ
- عراده: واحد شمارش توپ و تانک، اسلحه سنگین چرخ‌دار
- قلم: برای نوع‌های مختلف کالا (پنجاه قلم صادرات، بیست قلم خرید، سی قلم جنس)
- قلمه: درخت
- فال: گردو
- فروند: وسایل نقلیهٔ هوایی و دریایی (هواپیما، ناو، خودروهای نظامی)
- فقره: نامه، سند، چک و مانند آن‌ها، گواهینامه، پرونده، برات، چک، سفته، فیش بانکی، جواز، وام، مِلک، لایحه، جرم، قتل، سرقت، حادثهٔ رانندگی
- قالب: برای قطعات بریده‌شده و جدا از هم (دو قالب کره، چهار قالب صابون، سه قالب یخ)
- قبضه: اسلحهٔ سبک (از چاقو تا تفنگ و شمشیر و مسلسل)
- قراسه (قراس): بند کفش، مداد و نوشت‌افزار
- قرص: نان
- قطره: آب، اشک، خون، جوهر و بعضی مایعات دیگر
- قطعه: عکس، تمبر، شعر، زمین و باغ، فرش، جواهر، جوجه، مرغ، خروس، ماهی و اسکناس (سه قطعه جوجه، دو قطعه اسکناس)
- قلاده: جانوران وحشی و بعضاً اهلی، مانند پلنگ، یوزپلنگ، سگ
- قواره: زمین و پارچه (پارچه‌ای که برای یک دست لباس کافی است) (سه قواره زمین، چهار قواره پارچه)
- کارتون: سیگار و غیره
- کلاف: کاموا
- کلّه: قند
- کیسه: سیمان، پول، سکه
- گلّه: دسته‌های مختلف جانوران
- لقمه: نان، غذا
- لنگه: کفش، اُرُسی، گیوه، ابرو، هر نیمه از در، خورجین، پالان، نیمه بار (یعنی آنچه که بر یک سوی راست یا چپ ستوری حمل کنند)[۶]
- لوله: واحد شمارش اشیاء استوانه‌ای‌شکل و خمیری‌شکل مانند ماتیک، خمیردندان
- لول: تریاک، یک لول تریاک خود می‌تواند با تیغ به قسمت‌های کوچکتری تقسیم شود که به هر قسمت «یک تیغ تریاک» می‌گویند.
- مجلد: کتاب و دفتر (چهار مجلد کتاب)
- مشت: خاک، پول، آدم (برای تحقیر)
- نخ: سیگار
- نفر: انسان، شتر، درخت خرما
- نمونه: حشرات، بندپایان، قارچ
- واحد: حمام، آپارتمان، منزل مسکونی
- واقعه: ازدواج[۷]

## توضیحات
وسایل بسته‌بندی مانند بسته و جعبه و کارتون نیز به عنوان رابط شماری به‌کار می‌روند. در متون ادبی واحد شمارش مانند «یک سینه راز»، «یک کهکشان ستاره» و «یک دهن آواز» و «یک قَبس آتش» نیز کاربرد دارد.
یک بیت شعر، یک سطر نوشته، یک پاراگراف مطلب، یک جمله سخن، یک گروهان سرباز از دیگر موارد کاربرد واحد شمارش است.
کلمه‌های «عدد»، «قلم»، «تا» و «فقره» واحدهای عمومی هستند که می‌توانند برای شمارش هر چیزی که واحد آن را نمی‌دانیم به کار ببریم. هم چنین «جفت» را برای هر چیزی که دوتا دوتا هستند مثل چشم، گوش، کفش، جوراب و… به کار می‌بریم. عبارت «یک عالمه» برای کثرت به کار می‌رود.
هم چنین از واحدهای شمارش می‌توان «وجب»، «آرش»، «مشت» و «گام» را نام برد.
برای نشان دادن «مقدار» می‌توان از کلمات زیر استفاده کرد: گرم، کیلو، مثقال، من، تن، خروار، متر، کیلومتر و از این قبیل.
امروزه به جز موارد معدود، برای غیر انسان اغلب لفظ «تا» به کار می‌رود (به ویژه در زبان محاوره)؛ چهار تا فرش، ده تا بز و…

## نکات
در حیطه عدد و معدود، شناخت اسم‌های قابل شمارش و اسم‌های غیرقابل شمارش است؛ مثلاً «نفت» قابل شمارش نیست و آن را با واحدهای حجمی مخصوص مایعات (لیتر، بشکه) می‌شماریم و می‌گوییم: پنج لیتر بنزین، یک میلیون بشکه نفت. نویسنده یا مترجمی که برایش معنای قابل شمارش و غیرقابل شمارش بودن کاملاً روشن نباشد، ممکن است بنویسد: «ایران اکثر نفت مصرفی آفریقای جنوبی را تأمین می‌کند». کلمه «اکثر» بیشتر در مورد انسان و گاهی در مورد جانوران و چیزهای «قابل شمارش» به کار می‌رود: اکثر مردم، اکثر مترجمان، اکثر کشورها، اکثر جانوران، که به جای آن می‌توانیم از کلمه «بیشتر» استفاده کنیم، اما «نفت» قابل شمارش نیست و به جای «اکثر نفت» باید بگوییم «بیشتر نفت». کلمه «بیشتر» حالت خنثی دارد، یعنی هم برای اسم‌های قابل شمارش به کار می‌رود، هم برای اسم‌های غیرقابل شمارش: «بیشتر شکر مصرفی ایران را از کشورهای دیگر وارد می‌کنند»، «بیشتر جوانان تحصیل‌کرده حداقل یک زبان خارجی می‌دانند».
و یک نکته دیگر در مورد عدد و معدود این است که وقتی که پیش از یک اسم عدد، یا کلمه «چند» یا «چندین» بیاید، آن اسم به صورت مفرد می‌ماند و مثل زبان انگلیسی به صورت جمع در نمی‌آید: صدهزار سلاح، نه صدهزار اسلحه.
در بحث «عدد و معدود» دربارهٔ واژه «تعداد» است. در «لغتنامه دهخدا» در تعریف این واژه که از عربی گفته شده‌است، می‌خوانیم: «تعداد مصدر است به معنی عدد (شمردن، شمار کردن). در فارسی امروزین شماره و حساب و شمردگی و شمار». بنابراین در فارسی امروز «تعداد» در معنی عدد به کار می‌رود.